# Burgundské Nizozemí
Burgundské Nizozemí (nizozemsky Bourgondische Nederlanden, francouzsky Pays-Bas bourguignons, valonsky Bas Payis borguignons, lucembursky Burgundeschen Nidderlanden) byl svazek francouzských a říšských lén podléhajících burgundskému vévodovi v letech 1384–1482. Bylo severní částí burgundského soustátí (personální unie vévodů burgundských), přestože jednotlivé části stále náležely Francii nebo k Říši. Burgundští vévodové z rodu Valois se marně pokoušeli o vymanění se z vlivu Francie a vybudovat vlastní svébytné království, které by bylo nezávislé na Francii. Ani účast Burgundska ve stoleté válce na straně Anglie nepomohla vévodům v dosažení vytouženého cíle.
Vévodům se podařilo z francouzských lén a říšských států vytvořit mocný celek, který někdy bývá přezdíván „Třetím Burgundským královstvím“, přestože skutečným královstvím se nikdy nestal.
Celek, který pohromadě držela jen osoba burgundského vévody, se po smrti Karla Smělého v bitvě u Nancy roku 1444 začala pozvolně rozpadat a uvolněné pozice vyplnila Francie a především Habsburkové. Burgundské vévodství a Pikardie připadla Francii, zatímco nizozemské státy se staly Habsburským Nizozemím.

## Seznam států Burgundského Nizozemí

Rozšiřování panství burgundských vévodů

- Brabantské vévodství
- Flanderské hrabství
- Henegavské hrabství
- Lucemburské vévodství
- Holandské hrabství
- Hrabství Artois
- Buloňské hrabství
- Frísko
- Limburské vévodství
- Namurské hrabství
- Geldernské vévodství
- Antwerpské markrabství
- Hrabství Vermandois
- Zutphenské hrabství
- Zélandské hrabství
- Hrabství Ponthieu
- Pikardie
- Hrabství Eu